# Dračev
Dračev je priimek več oseb:
- Pavel Ivanovič Dračev, sovjetski general
- Vladimir Dračev, ruski biatlonec